# Шитова, Светлана Николаевна
Светлана Николаевна Шитова (род. 1936) — советский и российский этнограф, историк, кандидат исторических наук (1968). Заслуженный работник культуры Республики Башкортостан.

## Краткая биография
Шитова Светлана Николаевна родилась 12 февраля 1936 года в городе Сталинград Сталинградского края РСФСР.
В 1958 году окончила исторический факультет Московского государственного университета.
С 1958 года работает в Институте истории, языка и литературы Башкирского филиала Академии наук СССР (ИИЯЛ).
В 1968 году в Московском государственном университете защитила кандидатскую диссертацию по истории башкирского народного костюма. С 1969 года является старшим научным сотрудником ИИЯЛ.
В 2006 году в Уфе прошла Всероссийская научно-практическая конференция по теме «Проблемы этногенеза и этнической истории башкирского народа», посвящённая 70-летнему юбилею Шитовой С. Н.

## Научная деятельность
С 1959 года участвовала и руководила 30 этнографическими экспедициями по исследованию быта и культуры башкирского народа. Одновременно изучала и другие народы Башкортостана. В составе экспедиций Института этнографии АН СССР работала в Узбекистане и Таджикистане, выезжала к ненцам и селькупам в Ямало-Ненецкий национальный округ.
Основным направлением научной деятельности С. Н. Шитовой является исследование материальной культуры и декоративного искусства башкирского народа с древнейших времен до современности. Изучала национальную одежду, традиционные поселения и жилища, декоративное искусство и утварь башкирского народа.
Разработанный Шитовой С. Н. метод классификации и типологической характеристики многих сторон материальной культуры башкир также использован при этнографическом изучении других народов.

### Научные труды
Полный список см. здесь
- Башкиры. Историко-этнографический очерк. Уфа, 1963 (соавт.)
- Башкиры // Народы Европейской части СССР. Ч. 2. (Сер. «Народы мира»). М., 1964. С. 682—741 (в соавт. с Р. Г. Кузеевым)
- Декоративное творчество башкирского народа, Уфа, 1979 (соавт.)
- Традиционные поселения и жилища башкир. М.: Наука, 1984;
- Башкирская народная одежда. Уфа, 1995.
- История Башкортостана с древнейших времен до 60-х годов XIX в. Уфа, 1996 (соавт.)
- Резьба и роспись по дереву у башкир. Уфа: Китап, 2001.
- Башкиры: Этническая история, традиционная культура. Уфа: Башкирская энциклопедия, 2002 (соавт.)
- Курганские башкиры. Уфа: Гилем, 2002. (соавт.)
- История архитектурного декора в башкирских аулах. Уфа: Гилем, 2004.
- Народное искусство: войлоки, ковры, ткани у южных башкир (этнографические очерки). — Уфа: Китап, 2006.
- Уфа историческая; Искусство архитектурного декора Уфа: Китап, 2014; Деревянное зодчество. Уфа: Китап, 2017 (в соавт.)